# Buchnera peduncularis
Buchnera peduncularis là loài thực vật có hoa thuộc họ Cỏ chổi. Loài này được Brenan mô tả khoa học đầu tiên năm 1954.